# Kiborgtanárok
A Kiborgtanárok (eredeti cím: Class of 1999) 1990-ben bemutatott amerikai sci-fi filmthriller, melyet Mark L. Lester rendezett. Az 1982-es Az erőszak iskolája című filmjének folytatása. A főbb szerepekben Bradley Gregg, Traci Lind, John P. Ryan és Pam Grier látható.
1994-ben egy DVD-filmes folytatás követte, Class of 1999 II: The Substitute címmel.

## Cselekmény
Az 1990-es évek alternatív változatában az észak-amerikai középiskolákban tapasztalt erőszak irányíthatatlanná vált. A nagyvárosokat fiatalkorú bandák uralják, az országos hatalomért két nagy utcai banda verseng és szabad harctereknek nevezett, rendőri felügyelet nélküli zónák alakultak ki. A végrehajtó hatalmat a CIA gyakorolja. A MegaTech cég vezetője, Dr. Bob Forrest bizarr megoldási javaslatot kínál fel: a seattle-i Kennedy High School tanintézmény, ahol statáriumot vezettek be, egy szabad harci zóna közepén található. Forrest a CIA-val együttműködésben három, korábban harci robotként használt androidot akar tanári feladatokra átprogramozva felhasználni az iskolában. Az új iskolaigazgatót lenyűgözi a szokatlan tanerő – Mr. Bryles testnevelőtanár, Mr. Hardin történelemtanár és Ms. Connors kémiatanárnő. A kísérlet részeként bebörtönzött fiatalkorú bűnözőket engednek ki és küldenek vissza az iskolába, így az androidok kipróbálhatják rajtuk fegyelmezési módszereiket. 
Cody Culp, a Feketeszív banda tagja is így kerül vissza a Lincolnba. Cody úgy dönt, szabadulása után meghúzza magát, főként a Hector vezette, rivális Tarajosok bandával szemben kerüli a konfliktust. Fogadott öccsével, Sonnyval és vér szerinti öccsével, Angellel megérkezik az iskolába. Sonny azonnal összetűzésbe keveredik az autóban fegyvereket és drogokat kereső őrökkel. A Feketeszív egyik tagja, Curt figyelmezteti Codyt: ha nincs velük, akkor ellenük van. Kémiaórán Ms. Connors szóváltásba keveredik Hectorral és annak társával, majd harci képességeivel könnyedén felülkerekedik rajtuk. Forrest és a MegaTech többi munkatársa elégedetten figyeli az eseményeket az osztályteremben lévő és a nő szemébe beépített kamerákon keresztül. Mr. Hardin történelemóráját is verekedés szakítja meg, a férfi hasonlóan erőszakos módszerekkel tesz rendet. Hazatérve Cody megdöbbenten látja, hogy testvérei és anyja is a Penge nevű kábítószer rabja.
Másnap egy Flavio nevű Tarajosok-bandatag zaklatni kezdi Christie-t, Mr. Langford lányát, és megpróbálja megerőszakolni. Cody a lány segítségére siet, összeveri a támadót és a közbeavatkozó Hectort, de Mr. Bryles utána őt vonszolja az igazgatóhoz. Langford kivételesen szemet huny a próbaidő során elkövetett kihágás felett, de megfigyelés alá helyezi a fiút. Testnevelésórán Mr. Bryles megalázza Mohawkot, a Feketeszív egyik tagját, majd óra után brutálisan megveri Codyt. Mohawk bedrogozza magát és fegyvert ragadva a tanárra támad, de az eltöri a diák nyakát. A MegaTech technikusait, Marvot és Spence-t sokkolja Forrest kijelentése, mely szerint a gyilkosság jogos önvédelem volt.
Sonny késve, bedrogozott állapotban jelenik meg Mr. Hardin óráján. Hardin az iskolai szekrényéhez vonszolja a fiút és az ott talált Pengét a szájába tömi. A szekrényhez csapkodja Sonny fejét, megölve őt, ezután elveszi tőle mindig magánál hordott keresztjét. Langford kérdőre vonja a három android-tanárt, de ők kábítószer-túladagolásként állítják be a tragédiát. Cody meg van győződve róla, hogy a tanár ölte meg öccsét, megszerzi a tanárok címét és Christie-vel másnap ellógnak a tanításról bizonyítékot szerezni. Betörnek az egy helyen élő tanárok házába és megtalálják azt a véres keresztet, amit Hardin vett el Sonnytól. A tanárok azonban hazaérnek és üldözőbe veszik a két fiatalt, de azoknak sikerül elmenekülniük. 
Az androidok úgy döntenek, egymásnak ugrasztják a Feketeszív és a Tarajosok bandát. Megölik az immár Feketeszív-tag Angelt és a Tarajosok Noser nevű tagját is. Hector azt hiszi, riválisai követték el a gyilkosságot és háborút indítanak ellenük. Másnap öccse holttestét látva a bosszúszomjas Cody visszatér bandájába. A bandaháborúba a tanárok is közbeavatkoznak, mindkét oldalon végezve bandatagokkal. Cody rálő Hardinra és felfedezi, hogy az nem ember. Langford le akarja állítani a programot, de Dr. Forrest erre nem hajlandó és Brylesszal megöleti az igazgatót.
Hector telefonhívást kap, melyben úgy tűnik, Cody kihívja őt egy párviadalra az iskola elé. Connors, aki elrabolta Christie-t, Hector hangját utánozva Codyt is a helyszínre csalogatja, de a fiú gyanakodni kezd, miért pont az iskolánál akarna vele riválisa találkozni. Vezéreikkel együtt a két banda is megérkezik, Cody bemutatja Sonny keresztjét és sikerül meggyőznie igazáról ellenségeit, ezután összefognak a gyilkos tanárok ellen. Ms. Connors a karja helyén lévő lángszóróval, míg Bryles egy hasonló rakétavetővel veszi fel ellenük a harcot. A csatában számos bandatag életét veszti, Curt és Cody eközben rátalál Christie-re. Hardin megragadja a két fiút, Curtöt megöli, de Codynak sikerül agyonlőnie.
Ms. Connors üldözőbe veszi Codyt és Christie-t, a diákoknak kémialaborban gázszivárgást előidézve sikerül felrobbantaniuk a tanárnőt. Hector, rajtuk kívül az egyetlen túlélő felbukkan és segít elterelni Bryles figyelmét. Cody feltör egy iskolabuszt és elgázolja a tanárt, aki ezután a járművel együtt felrobban. Bryles azonban túléli a támadást. Hector, Cody és Christie Dr. Forrest után megy, ám ő túszul ejti Christie-t és lelövi Hectort. Forrest biztos benne, hogy valamilyen formában folytathatja a projektet. Végezni akar Codyval is, de a felbukkanó Bryles kitépi a doktor szívét. Cody egy targoncával felnyársalja a robotot, Christie pedig egy láncot teker annak nyakára, így közös erővel sikerül lefejezniük.
Cody és Christie egyedüli túlélőként elhagyják a lángoló iskolaépületet.

## Szereplők
| Szerep                   | Színész            | Magyar hang     |
| ------------------------ | ------------------ | --------------- |
| Cody Culp                | Bradley Gregg      | Markovics Tamás |
| Christie Langford        | Traci Lind         | Molnár Ilona    |
| Mr. Hardin               | John P. Ryan       | Csuha Lajos     |
| Miss Connors             | Pam Grier          | Kocsis Mariann  |
| Mr. Bryles               | Patrick Kilpatrick | Jantyik Csaba   |
| Dr. Robert "Bob" Forrest | Stacy Keach        | Rosta Sándor    |
| Dr. Miles Langford       | Malcolm McDowell   | Tarján Péter    |
| Angel Culp               | Joshua John Miller |                 |
| Sonny Culp               | Darren E. Burrows  | Molnár Levente  |
| Janice Culp              | Sharon Wyatt       |                 |
| Hector                   | James Medina       |                 |
| Curt                     | Jason Oliver       |                 |
| Flavio                   | Brent David Fraser |                 |
| Dawn                     | Jill Gatsby        |                 |
| technikus                | Lee Arenberg       |                 |
| statiszta                | Rose McGowan       |                 |

## Fordítás
- Ez a szócikk részben vagy egészben  a   Class of 1999 című angol Wikipédia-szócikk ezen változatának fordításán alapul.  Az eredeti cikk szerkesztőit annak laptörténete sorolja fel. Ez a jelzés csupán a megfogalmazás eredetét és a szerzői jogokat jelzi, nem szolgál a cikkben szereplő információk forrásmegjelöléseként.